# ماراثون للبترول
ماراثون بتروليوم كوربوريشن أو شركة ماراثون للبترول هي شركة أمريكية لتكرير البترول وتسويقه ونقله ومقرها في فندلي، أوهايو. كانت الشركة شركة تابعة مملوكة بالكامل لشركة ماراثون أويل حتى انفصلت الشركة في عام 2011.
بعد استحواذها على أنديفور في 1 أكتوبر 2018، أصبحت شركة ماراثون للبترول أكبر مشغل لتكرير البترول في الولايات المتحدة، حيث تمتلك 16 مصفاة وأكثر من 3 ملايين برميل يوميًا من طاقة التكرير. احتلت شركة ماراثون للبترول المرتبة 41 في قائمة 201 فورتشين 500 لأكبر الشركات في الولايات المتحدة من حيث إجمالي الإيرادات.

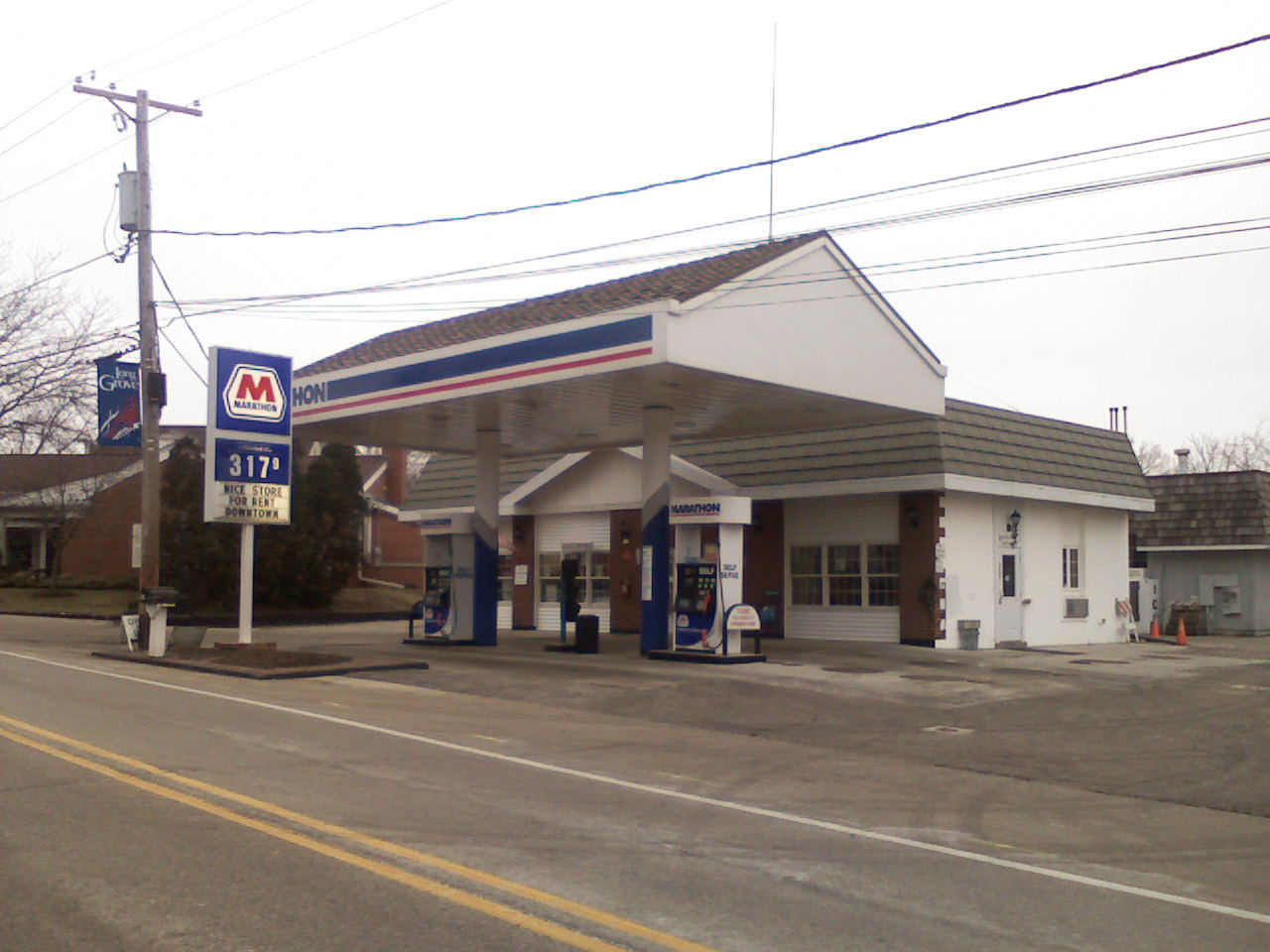
محطة ماراثون للغاز في لونغ جروف ، إلينوي

## ممتلكات الشركة
تمتلك الشركة:
- 16 مصفاة [5] بإنتاجية نفطية إجمالية قدرها 3,040,700 برميل لكل يوم (483,430 م3/ي) :

| م  | اسم                 | الموقع                    | الإنتاجية                           |
| -- | ------------------- | ------------------------- | ----------------------------------- |
| 1  | مصفاة أناكورتيس     | أناكورتس ، واشنطن         | 120,000 برميل لكل يوم (19,000 م3/ي) |
| 2  | مصفاة كانتون        | كانتون ، أوهايو           | 93,000 برميل لكل يوم (14,800 م3/ي)  |
| 3  | مصفاة كاتليتسبورج   | كاتليتسبورج ، كنتاكي      | 277,000 برميل لكل يوم (44,000 م3/ي) |
| 4  | مصفاة ديترويت       | ديترويت، ميشيغان          | 139,000 برميل لكل يوم (22,100 م3/ي) |
| 5  | مصفاة ديكنسون       | ديكنسون ، داكوتا الشمالية | 20,000 برميل لكل يوم (3,200 م3/ي)   |
| 6  | مصفاة الباسو        | الباسو ، تكساس            | 135,000 برميل لكل يوم (21,500 م3/ي) |
| 7  | مصفاة غالوب         | جالوب ، نيو مكسيكو        | 26,000 برميل لكل يوم (4,100 م3/ي)   |
| 8  | مصفاة خليج غالفستون | تكساس سيتي ، تكساس        | 571,000 برميل لكل يوم (90,800 م3/ي) |
| 9  | مصفاة غاريفيل       | غاريفيل، لويزيانا         | 556,000 برميل لكل يوم (88,400 م3/ي) |
| 10 | مصفاة كيناي         | كيناي ، ألاسكا            | 72,000 برميل لكل يوم (11,400 م3/ي)  |
| 11 | مصفاة لوس أنجلوس    | ويلمنجتون، كاليفورنيا     | 380,000 برميل لكل يوم (60,000 م3/ي) |
| 12 | مصفاة ماندان        | ماندان ، داكوتا الشمالية  | 74,000 برميل لكل يوم (11,800 م3/ي)  |
| 13 | مصفاة مارتينيز      | مارتينيز ، كاليفورنيا     | 166,000 برميل لكل يوم (26,400 م3/ي) |
| 14 | مصفاة روبنسون       | روبنسون ، إلينوي          | 245000 برميل (33705 م ^ 3) يوميًا    |
| 15 | مصفاة سولت ليك سيتي | سولت لايك سيتي، يوتا      | 63,000 برميل لكل يوم (10,000 م3/ي)  |
| 16 | مصفاة سانت بول      | سانت بول بارك ، مينيسوتا  | 103,700 برميل لكل يوم (16,490 م3/ي) |

- تعد سلسلة متاجر سبيدواي، التي تضم ما يقرب من 4000 منفذ بيع بالتجزئة، ثاني أكبر سلسلة من متاجر التجزئة التابعة للبنزين والمملوكة للشركة والتي تديرها في الولايات المتحدة.[6]
- حقوق التأجير أو الملكية في حوالي 8,400 ميل (13,500)   كم) من خطوط أنابيب البترول و 5000 ميل (8,050   كم) من الغاز الطبيعي وسوائل الغاز الطبيعي خطوط الأنابيب وكذلك ذات الصلة نقل وتوزيع الأصول مثل قطارات والمراكب، ومحطات المعالجة.
- حصة 20.4 ٪، بما في ذلك حصة شريكية عامة مسيطرة بنسبة 2 ٪، في MPLX ، وهي شركة مساهمة عامة محدودة تمتلك خطوط أنابيب وأصول أخرى في منتصف الطريق تتعلق بنقل وتخزين النفط الخام. الرمز في بورصة نيويورك: MPLX [7]

## التاريخ

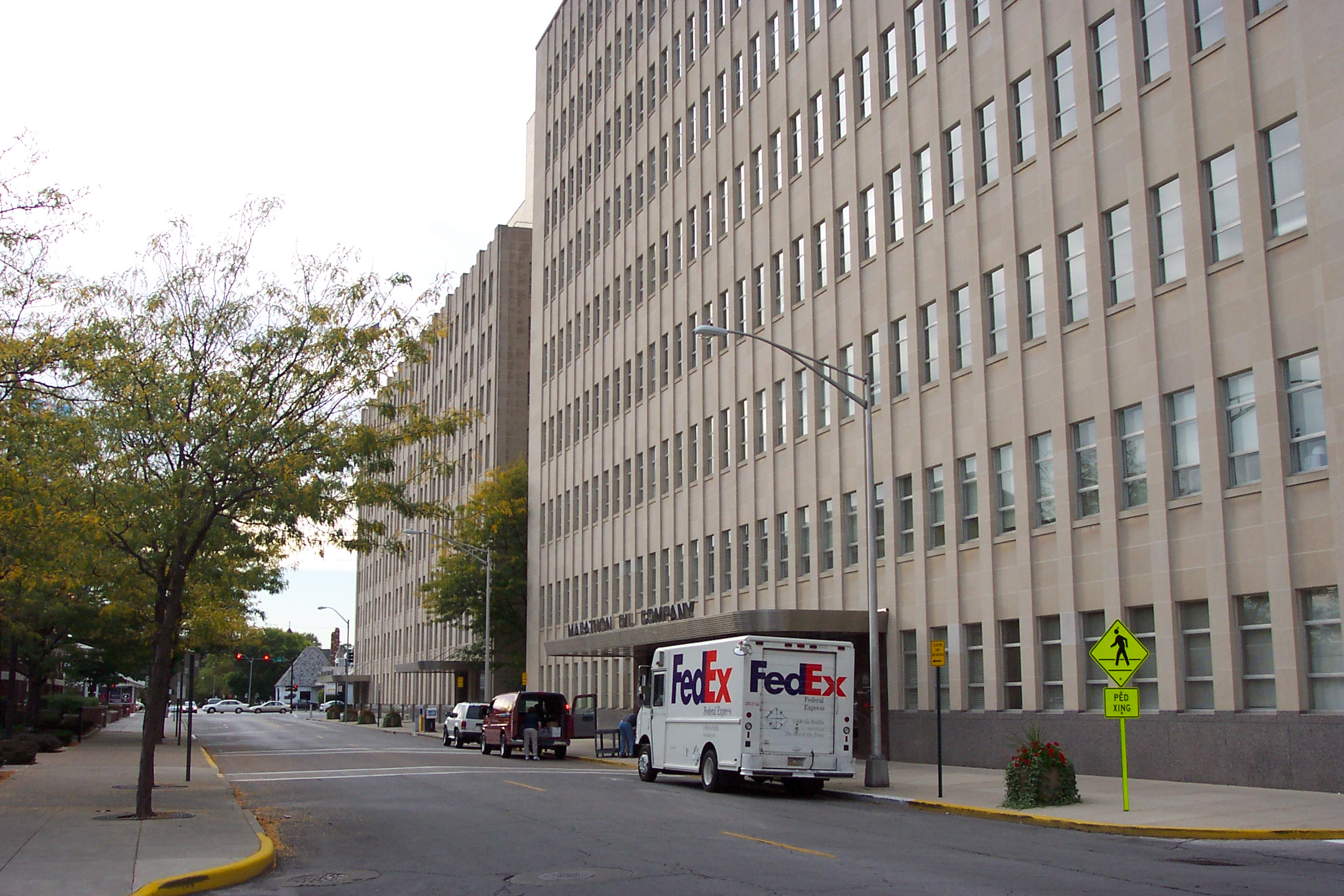
مقر ماراثون للبترول في فندلي ، أوهايو

تم تأسيس شركة ماراثون للبترول في 9 نوفمبر 1998 كشركة تابعة لشركة ماراثون أويل.

### الشركة الأم السابقة
يعود تاريخ ماراثون أويل، الشركة الأم السابقة للشركة، إلى عام 1887 عندما تجمعت العديد من شركات النفط الصغيرة في أوهايو لتكوين شركة أوهايو للنفط. في عام 1889، تم شراؤها من قبل John D. Rockefeller's Standard Oil. ظل جزءًا من ستاندرد أويل حتى تم كسر Standard Oil Trust في عام 1911. في عام 1930، اشترت شركة أوهايو للنفط شركة النفط العابرة للقارات وأنشأت اسم العلامة التجارية «ماراثون». في عام 1962، غيرت الشركة اسمها إلى «ماراثون أويل». من عام 1982 حتى عام 2002، كانت شركة ماراثون أويل شركة تابعة لشركة الولايات المتحدة للصلب.
في عام 2011، أعلنت شركة ماراثون أويل عن إنتاج أصولها التكريرية والتسويقية لشركة منفصلة تسمى ماراثون أويل.

### الشركة في الماضي
تم تشكيل شركة سلف ماراثون بتروليوم، ماراثون بتروليوم كومباني، المعروفة سابقًا باسم ماراثون آشلاند بتروليوم، عن طريق دمج عمليات التكرير في ماراثون أويل وشركة آشلاند في عام 1998. في عام 2005، أصبحت الشركة شركة تابعة مملوكة بنسبة 100 ٪ لشركة Marathon Oil .
في عام 2006، بدأت ماراثون في استخدام الإضافات ذات العلامة التجارية STP في البنزين.
في عام 2009، أكملت الشركة توسّعًا بقيمة 3.9 مليار دولار في مصفاة ها في غاريفيل بولاية لويزيانا، مما زاد من طاقة المصنع بمقدار 180,000 برميل يوميًا.
في عام 2010، باعت الشركة مصفاة تكرير البترول البالغة 74,000 برميل يوميًا في سانت بول بارك ، مينيسوتا جنبًا إلى جنب مع المحطات الطرفية المرتبطة بها، وخطوط الأنابيب، والمخزون، بالإضافة إلى 166 من متاجرسوبر أمريكا الصغيرة إلى شركة Northern Tier Energy مقابل 900 مليون دولار.

### العرضية بعد الشركات من ماراثون أويل

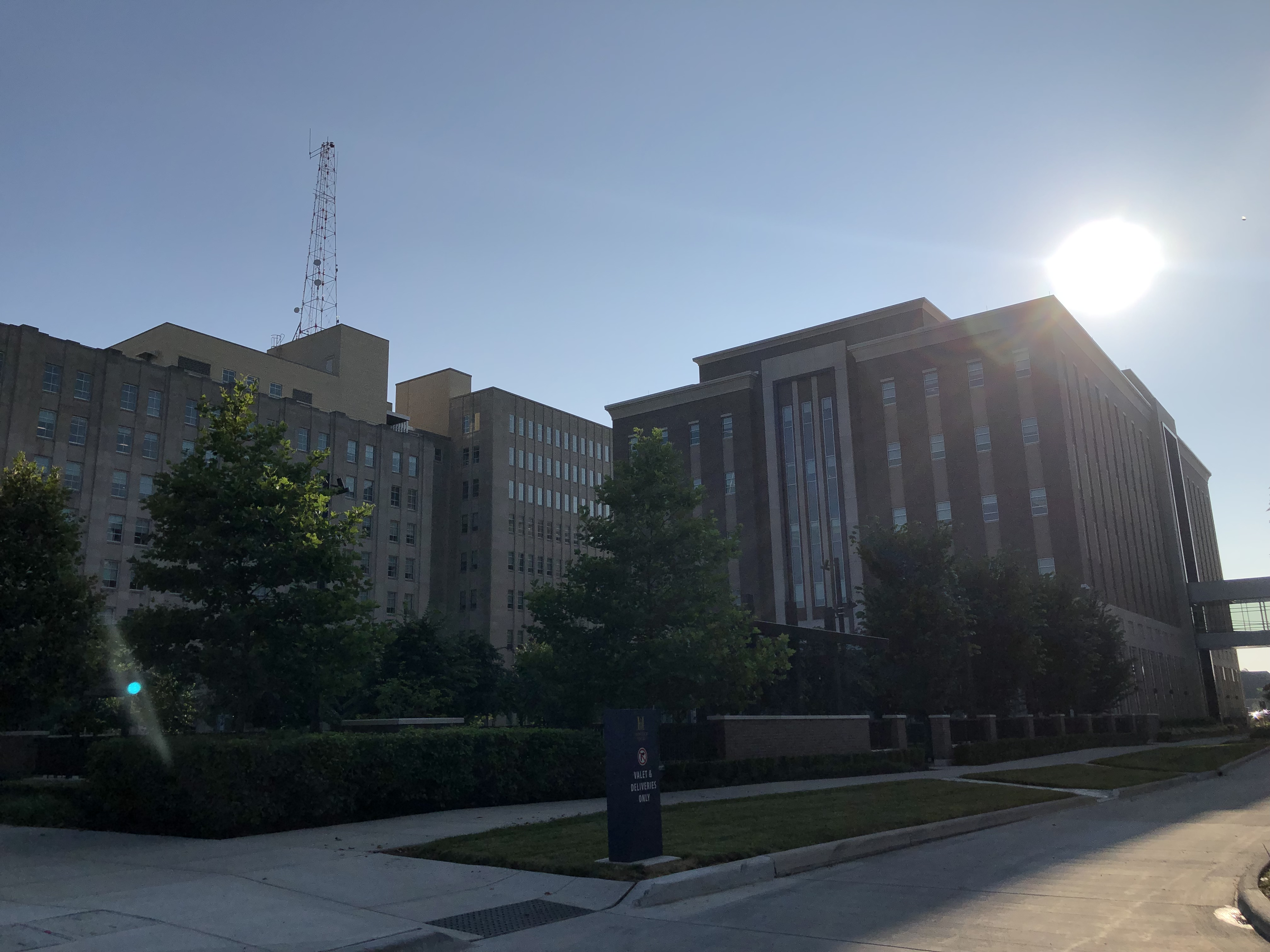
حرم ماراثون للبترول.

في 30 يونيو 2011، قامت ماراثون أويل بتوزيع جميع أسهمها في الشركة على مساهميها من خلال عرض الشركات.
في يونيو 2012، وقعت شركة «ويلينج" ، شركة " تراي ستيت للبترول» التي تتخذ من فرجينيا مقراً لها، عقدًا لتحويل 50 محطة في أوهايو، بولاية بنسلفانيا، وست فرجينيا إلى علامة «ماراثون» التجارية. كانت معظم محطات تراي ستيت قبل الصفقة هي المحطات التي تحمل علامة إكسون موبيل، ومعظمها من إكسون وكذلك بعض محطات موبيل المتناثرة في منطقة ويلينج فورست. تضمنت الصفقة 18 محطة إكسون في منطقة بيتسبيرغ الحضرية، مما عزز بشكل كبير وجود ماراثون في سوق بيتسبيرغ، حيث توجد الشركة الأم السابقة شركة يو أس ستيل. (ستقوم إكسون بموازنة خسائرها في بيتسبيرج عن طريق تولي عقود البيع بالتجزئة في العديد من محطات شل في المنطقة، تاركةً شل مع وجود أقل بشكل ملحوظ، بينما تم سحب علامة موبيل التجارية من نورثرن باناندل في ويست فرجينيا تمامًا. قبل الصفقة، كان لماراثون وجود أصغر بكثير في ولاية بنسلفانيا الغربية، بينما كان له وجود أكبر إلى حد ما في ولاية فرجينيا الغربية ووجود في كل مكان تقريبا في جنوب أوهايو.
في عام 2013، اشترت ماراثون العديد من الأصول من شركة بي بي بما في ذلك مصفاة تكرير تبلغ 451000 برميل يوميًا في تكساس سيتي، تكساس، وأربعة محطات لتوزيع المنتجات الخفيفة، وعقود لتسويق التجزئة لـ 1200 محطة بيع بالتجزئة في جنوب شرق الولايات المتحدة.
في عام 2014، اشترت شركة سبيدواي، إحدى الشركات التابعة للشركة، عمليات البيع بالتجزئة لشركة Hess Corporation مقابل 2.82 مليار دولار.

### حادث حريق المصفاة
في عام 2016، أدى حريق في مصفاة خليج غالفستون في تكساس سيتي ، تكساس إلى إصابة ثلاثة من عمال العقود، مما أدى إلى دعوى قضائية تسعى للحصول على تعويض قدره مليون دولار. تم رفع دعاوى قضائية متعددة أدت إلى دفع ماراثون 86 مليون دولار لتسويتها.

### الاستحواذ على شركة أنديفور في 2018
في 30 أبريل 2018، وافق ماراثون على شراء أنديفور، وهي مصفاة مستقلة وشركة نفط مقرها في غرب الولايات المتحدة، بمبلغ 23 مليار دولار. سوف ماراثون الحصول على جميع أسهم أنديفور المعلقة. في 1 أكتوبر، تم الانتهاء من الاندماج. يعيد هذا الدمج متاجر سوبرأمريكا إلى سبيدواي.

## الماليات
| عام        | 2008  | 2009  | 2010  | 2011  | 2012  | 2013   | 2014  | 2015  | 2016  | 2017  |
| ---------- | ----- | ----- | ----- | ----- | ----- | ------ | ----- | ----- | ----- | ----- |
| إيرادات    | 65258 | 45530 | 62487 | 78638 | 82243 | 100160 | 97817 | 72051 | 63339 | 74733 |
| صافي الدخل | 1215  | 449   | 622   | 2385  | 3383  | 2108   | 2524  | 2852  | 1174  | 3432  |
| الأصول     |       |       | 23232 | 25745 | 27223 | 28385  | 30425 | 43115 | 44413 | 49047 |
| الموظفين   |       |       |       |       |       | 29865  | 45340 | 45440 | 44460 | 43800 |

## روابط خارجية
- ماراثون البترول الصفحة الرئيسية